# Easy Cure
Easy Cure foi uma banda britânica de punk rock de Crawley, Sussex, formada durante os anos 70 pelos antigos membros do Malice. Easy Cure chegou à fama quando, após diversas mudanças de formação, se tornou o The Cure.